# Sân bay quốc tế General Leobardo C. Ruiz
Sân bay quốc tế General Leobardo C. Ruiz (IATA: ZCL, ICAO: MMZC), cũng gọi là
Sân bay quốc tế Zacatecas, là một sân bay ở Zacatecas, Zacatecas, México. Tên thông thường của nó là Sân bay La Calera do nó nằm ở gần đô thị Calera de Víctor Rosales nhưng thực tế sân bay này nằm ở đô thị Morelos.

## Các hãng hàng không và tuyến bay

### Nội địa
- Aeromar (Mexico City)
- Mexicana (León, Mexico City, Tijuana)

### Quốc tế
- Delta Air Lines
  - Delta Connection operated by ExpressJet Airlines (Los Angeles) [ngừng ngày 17 tháng 8 năm 2008]
- Mexicana (Chicago-O'Hare, Denver [theo mùa], Los Angeles, Oakland)